# Basketball Association of America 1947-1948
La stagione della Basketball Association of America 1947-1948 fu la seconda della storia.
Prima dell'inizio Cleveland, Detroit, Pittsburgh e Toronto cessarono l'attività lasciando la BAA con solo 7 squadre. I Baltimore Bullets entrarono nella lega dalla ABL. La stagione terminò con la vittoria ai play-off dei Bullets contro i Philadelphia Warriors per 4-2.

## Squadre partecipanti
- Baltimore Bullets
- Boston Celtics
- Chicago Stags
- N.Y. Knicks

- Philad. Warriors
- Prov. Steamrollers
- St. Louis Bombers
- Wash. Capitols

## Classifica finale

### Eastern Division
| Squadra                 | V  | P  | %    | GB |
| ----------------------- | -- | -- | ---- | -- |
| Philadelphia Warriors   | 27 | 21 | 56,3 | -  |
| New York Knicks         | 26 | 22 | 54,2 | 1  |
| Boston Celtics          | 20 | 28 | 41,7 | 7  |
| Providence Steamrollers | 6  | 42 | 12,5 | 21 |

### Western Division
| Squadra             | V  | P  | %    | GB |
| ------------------- | -- | -- | ---- | -- |
| St. Louis Bombers   | 29 | 19 | 60,4 | -  |
| Baltimore Bullets C | 28 | 20 | 58,3 | 1  |
| Chicago Stags       | 28 | 20 | 58,3 | 1  |
| Washington Capitols | 28 | 20 | 58,3 | 1  |

## Vincitore
| Campione BAA 1947-1948        |
| ----------------------------- |
| Baltimore Bullets (1º titolo) |

## Statistiche
| Categoria | Giocatore     | Squadra          | Stat  |
| --------- | ------------- | ---------------- | ----- |
| Punti     | Max Zaslofsky | Chicago Stags    | 1.007 |
| Assist    | Howie Dallmar | Philad. Warriors | 120   |
| FG%       | Bob Feerick   | Wash. Capitols   | 34,0  |
| FT%       | Bob Feerick   | Wash. Capitols   | 78,8  |

## Premi BAA
- All-BAA First Team
  - Ed Sadowski, Boston Celtics
  - Joe Fulks, Philadelphia Warriors
  - Howie Dallmar, Philadelphia Warriors
  - Bob Feerick, Washington Capitols
  - Max Zaslofsky, Chicago Stags
- All-BAA Second Team
  - Buddy Jeannette, Baltimore Bullets
  - Stan Miasek, Chicago Stags
  - Carl Braun, New York Knicks
  - Fred Scolari, Washington Capitols
  - John Logan, St. Louis Bombers